# بيورن نيبرغ
بيورن نيبرغ (بالإنجليزية: Björn Nyberg)‏ (11 سبتمبر 1929، ستوكهولم في السويد - 16 نوفمبر 2004 في فرنسا)؛ روائي سويدي.